# Stockhorn (Berner Oberland)
Stockhorn är ett berg i Schweiz.   Det ligger i distriktet Frutigen-Niedersimmental och kantonen Bern, i den centrala delen av landet, 29 km söder om huvudstaden Bern. Toppen på Stockhorn är 2 190 meter över havet, eller 405 meter över den omgivande terrängen. Bredden vid basen är 13,8 km.
Terrängen runt Stockhorn är bergig söderut, men norrut är den kuperad. Runt Stockhorn är det ganska glesbefolkat, med 22 invånare per kvadratkilometer.. Närmaste större samhälle är Thun, 9,1 km nordost om Stockhorn. 
Omgivningarna runt Stockhorn är en mosaik av jordbruksmark och naturlig växtlighet.